# Laccobius truncatipennis
Laccobius truncatipennis är en skalbaggsart som beskrevs av Miller 1965. Laccobius truncatipennis ingår i släktet Laccobius och familjen palpbaggar. Inga underarter finns listade i Catalogue of Life.